# Halbertsma
Halbertsma is een Fries patriciërsgeslacht afkomstig uit de omgeving van Dokkum. Sinds de oorsprong van het geslacht zijn familieleden actief in de academische, medische en zakenwereld alsook het openbaar bestuur.
Verscheidene leden van de familie droegen bij aan de ontwikkeling van de Friese cultuur, literatuur en geschreven taal. Tevens had de familie een belangrijk aandeel in de Friese zuivel- en houtbewerkingsindustrie in de 19e en 20e eeuw. Daarmee voorzag de familie in een groot deel van de werkgelegenheid in respectievelijk Sneek en Grou. 
Het cultureel erfgoed van de familie wordt sinds 1934 beheert door de Halbertsma Stichting. De huidige voorzitter is prof.dr.mr. Tjalling Halbertsma, decaan van Campus Fryslân, Rijksuniversiteit Groningen. De familie is opgenomen in de jaargangen 5, 12, 15, 40 en 71 van het genealogische naslagwerk Nederland's Patriciaat (NP).

## Gebroeders Halbertsma
De gebroeders Halbertsma, Ds. Joost Halbertsma, dr. med. Eeltje Halbertsma en koopman Tjalling Halbertsma, speelden een cruciale rol in de ontwikkeling van de Friese literatuur, (geschreven) taal en cultuur in de eerste helft van de 19e eeuw. Hun verzamelde literaire werk, Rimen & Teltsjes, behoort tot de standaardliteratuur van Fryslân.   
Ds. Joost Halbertsma, Dr.h.c (1789-1869), de oudste van de gebroeders Halbertsma, verrichtte onder andere wetenschappelijk onderzoek naar de Friese taal. Zijn Lexicon Frisicum diende als opzet voor het eerste Friese woordenboek. Op literair en wetenschappelijk gebied bestond er een actieve uitwisseling tussen ds. Joost en Nederlandse en Europese prominenten zoals Willem Bilderdijk, Jacob van Lennep, Johan Thorbecke, de Deense taalkundige Rasmus Rask, de Engelse dichter Robert Southey en de Duitse taalkundige en sprookjesverzamelaar Jacob Grimm. Tevens was hij lid van de oudheidkundige en taalkundige genootschappen in Leiden, Kopenhagen, Berlijn, Athene en Halle-Wittenberg van die tijd. Ds. Joost's inzet in het behoud en de ontwikkeling van de Friese identiteit leidde tot zijn opname in de Canon van Friesland. Tevens is de hoogste onderscheiding voor historisch en wetenschappelijk werk met betrekking tot Fryslân, de Dr. Joast Halbertsmapriis, naar hem vernoemd. Zijn rijke collectie van cultuurhistorische voorwerpen schonk hij aan de provincie Fryslân, welke diende als basis voor het tegenwoordige Fries Museum.
De jongste broer, Dr.med. Eeltje Halbertsma (1797-1858), was, naast zijn werk als arts, een bekende romantische dichter. Zijn meest bekende werk, de Alde Friezen, werd ingesteld als het Friese volkslied.
De tweede broer, Tjalling Halbertsma (1792-1852), was een schrijver, internationale zuivelkoopman, en lid van de Provinciale Staten van Friesland. Zijn nakomelingen behoorden tot de notabelen van Sneek en richtte daar de succesvolle zuivelfabriek en boter- en kaasgroothandel 'Normandia' op. In één van hun woningen op het Kleinzand richtten Johannes Halbertsma (1888-1958) en Herre Halbertsma (1920-1998) het Fries Scheepvaart Museum op.   

De derde broer, Binnert Halbertsma (1795-1847), was actief in de houthandel. Zijn nakomelingen hebben met de 'Halbertsma’s Fabrieken voor Houtbewerking' tot eind 20ste eeuw een belangrijke rol gespeeld in Grou en omstreken. In Grouw, op de geboorteplek van de gebroeders Halbertsma, liet Binnert het Halbertsmahûs optrekken. In de gevel zijn later de beeltenissen van Eeltje en Joost aangebracht door het bestuur van het Selskip foar Fryske tael en skriftekennisse.
| |  |  |
| Buste van Joost Halbertsma (links) en Eeltje Halbertsma (rechts) in de gevel van het Halbertsmahûs te Grouw |  |  |

## Oorsprong
De bewezen stamreeks vangt aan met de landeigenaar en vermogende lakenhandelaar Buwe Hiddes (ca. 1570-1625) uit Ee, Fryslân. Zijn zoon, Hidde Buwes (ca. 1610-1666), werd eveneens een succesvol lakenhandelaar en landeigenaar. Hij vestigde zich in Kollum en trouwde in 1634 met Wytske Sipckes Halbetsma (1614- ca. 1665). Hun zoon, Dr. Scipio Halbetsma (1644-1700), nam naar voorkomend Fries gebruik de achternaam van zijn moeder aan.
Dr. Scipio Halbetsma promoveerde tot doctor in beide rechten aan de Universiteit van Franeker en werd advocaat voor den Hove van Friesland en substituut-secretaris van Westdongeradeel. Scipio's achterkleinzoon, Dr. med. Theodorus Halbetsma (1741-1779), promoveerde eveneens aan de Universiteit van Franeker en werd opvolgend vroedman en burgemeester van Dokkum. Tijdens zijn generatie werd de ‘r’ aan de familienaam toegevoegd. 

### Het geslacht Halbetsma uit Kollum
Wytske Sipckes Halbetsma stamde uit het, in Kollum gevestigde, eigenerfde geslacht Halbetsma. Deze 16e-eeuwse Kollumer familie bewoonde de Halbetsma State, het Halbetsmahuis en de Halbetsma-zate, en bezaten grond in en rond Kollum.
De bewezen stamreeks van de Halbetsma's, volgend uit de oudste registers van Kollumerland, vangt aan bij mederechter en gasthuisvoogd Hed Halbetsma (ca. 1500-na 1556). Zijn kleinzoon, Scipio (Sipcke) Halbetsma (gestorven vóór 1622), was brouwer en werd secretaris van Westdongeradeel,. Scipio (Sipcke) Halbetsma was de vader van zowel Wytske Sipckes Halbetsma als de Dokkumer burgemeestersvrouw, Antje Sipckes Halbetsma (1611-1666).

## Familiewapen
De heraldische beschrijving van het wapen is als volgt (zie NP 71):
gedeeld 1 de Friese adelaar; 2 doorsneden: A in rood een zwart beklede onderarm, komende uit het midden van de buitenste schildrand, in de hand een schuin links geplaatste ganzenpen van natuurlijke kleur, gaande over een de schildranden rakende zilveren ruit; B in groen drie zilveren klaverbladen. Helmteken: een klaverblad van het schild. Dekkleden: groen, gevoerd van zilver.
Dr. Scipio Halbetsma zegelde in 1677 met een voorloper van dit sprekende wapen, met rechts de Friese adelaar en links een boek waarboven een onderarm met hand; helmteken een ganzenpen. Het boek en de ganzenpen zijn een verwijzing naar, de in de familie voorkomende, juridische ambten van advocaat, secretaris en rechter. De Friese adelaar is een, sinds 1420, voorkomend symbool voor de Friese identiteit. De zoons van Scipio voegden later drie zilveren klaverbladeren in een groen vlak toe, een verwijzing naar grondbezit. Bij het in gebruik nemen van het huidige wapen is het opengeslagen boek waarschijnlijk om stilistische redenen een ruit geworden.    
Een aanwijzing dat het familiewapen herleidbaar is naar de familie van rechter Hed Halbetsma (ca 1500-na 1552) vond men in de Sint-Martinuskerk te Dokkum, waar een  alliantiewapen het graf van Dr. Scipio Halbetsma's tante van moederszijde, de burgemeestersvrouw Antje Sipckes Halbetsma (1611-1666), sierde. Daarentegen is dit wapen, zoals bij vele graven van stand, waarschijnlijk tijdens de 'Franse tijd' van het graf gebikt.

## Genealogie
Dit onderdeel verschaft een gedeeltelijke genealogie van de familie Halbertsma. Uit de vier gebroeders Halbertsma ontsproten de takken waar de huidige Halbertsma’s van afstammen. De takken van Tjalling en Binnert bloeien nog weelderig, terwijl de takken van Joost en Eeltje, halverwege de 20ste eeuw, zijn uitgestorven. De familie is in de loop van de 19e en 20e eeuw uitgewaaierd over Nederland en het buitenland.

### Vroegste generaties
- Buwe Hiddes (ca. 1570-1625) lakenhandelaar en eigenaar van grond en huizen te Ee, Tibma, Anjum en Engwierum.
  - Hidde Buwes (1610-1666) lakenhandelaar en eigenaar van grond en huizen te Ee, Engwierum, Oldwolde, Augustinusga, Kollumerpomp en Kollum. Getrouwd met Wytscke Sipckes Halbetsma (1614-ca. 1665), achterkleindochter van rechter Hed Halbetsma (ca. 1500-na 1552).
    - Dr. Scipio Halbetsma (1644-1700), promovendus aan de Universiteit van Franeker, advocaat aan het Hof van Friesland, substituut-secretaris van Westdongeradeel, fiscaal te Dokkum, lidmaat en ouderling te Ternaard. Hij trouwde met Catharina Rinia Stinstra, dochter van Joost Rinia, lid van het vroedschap en burgemeester van Dokkum.[10]
      - Ds. Justus Halbetsma (1674-1742), predikant te Vledder.
      - Theodorus Halbertsma (1679-1742), substituut-secretaris van Westdongeradeel.
        - Ds. Scipio Halbetsma (1709-1779), predikant te Arum en Holwerd.
          - Dr. med. Theodorus Halbetsma (1741-1779), gepromoveerd aan de Universiteit van Franeker, geneesheer, lid van het vroedschap en burgemeester van Dokkum. In 1764 getrouwd met Dieuke Visscher (ca. 1740-1803), dochter van Dr. Frans Canter Visscher[17], raad in vroedschap Deventer, en kleindochter van Jacobus Canter Visscher.
            - Mr. Cornelis Halbetsma (1768-1833), secretaris van Ferwerderadeel en advocaat te Leiden. Getrouwd in 1797 met Johanna Jacoba de Joncheere, wiens familie is opgenomen in NP 5, 39 en 41.

### De gebroeders Halbertsma en hun nazaten

#### Joost Halbertsma en nazaten
- Ds. Joost Hiddes Halbertsma (1789-1869), doopsgezind predikant te Bolsward en te Deventer, letterkundige, bekend van het eerste Friese woordenboek ‘Lexicon Frisicum’ en het literaire werk Rimen & Teltsjes. Hij verkreeg een eredoctoraat in de letteren van de Universiteit Leiden en werd benoemd tot Ridder in de Orde van de Nederlandse Leeuw (hierna R.N.L.). Hij was getrouwd met Johanna Iskjen Hoekema (1794-1847).
  - Dr. Petrus Halbertsma (1817-1852), rector Instituut van Kinsbergen (Latijnse school) te Elburg.
  - Prof. Dr. Hidde Halbertsma (1820-1865), hoogleraar anatomie en fysiologie aan de Universiteit Leiden, rector magnificus aldaar (1864-1865). Getrouwd met Jacoba Sophia Hamaker (1827-1888), wiens familie is opgenomen in het NP 8.
  - Prof. Dr. Tjalling Justus Halbertsma (1829-1894), hoogleraar Griekse taal- en letterkunde aan de Universiteit van Groningen (1877-1894). Getrouwd met Hendrika Catharina Merens (1844-1899), haar familie is opgenomen in NP 6 en 55.

#### Tjalling Halbertsma en nazaten
- Tjalling Halbertsma (1792-1852), lid van de Provinciale Staten van Friesland, schrijver, letterkundige en internationale zuivelhandelaar.
  - Dr. Klaas Halbertsma (1815-1879), arts te Sneek.
    - Prof. Dr. Tjalling Halbertsma (1841-1898), R.N.L., hoogleraar verloskunde en gynaecologie te Groningen (1866) en te Utrecht (1867-1883). Hij trouwde in 1883 met Johanna Helena Elizabeth van der Mandere (1849-1886), wiens oude Vlaamse familie is opgenomen in NP 7.
      - Mr. Steven Nicolaas Boudewijn Halbertsma (1884-1965), R.N.L., vice-president van het gerechtshof ’s-Gravenhage, lid van de Bijzondere Raad van Cassatie. Getrouwd met Jkvr. Jenny Louise Quarles van Ufford.
        - Mr. Stephanus Justus Halbertsma (1920-1991), directeur van het Verbond van Verzekeraars In Nederland en agent van de Nederlandsche Bank. Getrouwd met Jkvr. Eveline Margaretha Lucia van Suchtelen van de Haare (1923-2011).

    - Dr. Stephanus Justus Halbertsma (1844-1925), Officier in de Orde van Oranje-Nassau (hierna O.O.N.), geneesheerdirecteur van het Krankzinnigengesticht in Rotterdam (1880-1890), lid van de gemeenteraad en wethouder van Rotterdam. Getrouwd met Theodora Jacoba van Vollenhoven, wiens familie is opgenomen in NP 15, 16 en 53.
    - Ing. Hidde Petrus Nicolaas Halbertsma (1853-1929), ingenieur, architect en directeur gemeentelijke water-, gas- en elektriciteitsbedrijven in Wiesbaden, lid gemeenteraad Utrecht.
      - Prof. Dr. Ing. Nicolaas Adolf Halbertsma (1889-1966), O.O.N., natuurkundige, eresenator van de Technische Hochschule te Karlsruhe, hoofd afdeling technische propaganda Philips’ Gloeilampenfabrieken te Eindhoven, bijzonder hoogleraar lichttechniek te Utrecht. Getrouwd met Jacoba Hermina Blom, wiens familie is opgenomen in NP 9 en 15.
        - Mr. Hylke Gerald Halbertsma (1918-2008), O.O.N., econoom, voorzitter en directeur van verscheidene organen binnen de Verenigde Naties.

  - Johannes Halbertsma (1827-1884), koopman in de zuivelindustrie, oprichter en mede-eigenaar firma Johannes Halbertsma, lid gemeenteraad en voorzitter van de Kamer van Koophandel in Sneek. Hij huwde in 1850 met Hylkia Kingma (1826-1875)[18], wiens familie is opgenomen in NP 87. Hij hertrouwde in 1877 met Maria Franscina Huijsman (1829-1914), wiens familie is opgenomen in NP 4, 58 en 90.
    - Tjalling Halbertsma (1853-1906), componist, assistent-resident te Yogyakarta en resident van Banjoemas.
    - Hylke Halbertsma (1857-1932), groothandelaar in zuivelindustrie, medeoprichter en directeur van de firma Johannes Halbertsma en van de fabriek La Normandie te Sneek. Getrouwd met Maria Francisca Margaretha Helena Strootman, wiens familie is opgenomen in NP 9.
      - Johannes Halbertsma (1888-1958), directeur N.V. Johannes Halbertsma’s Zuivelindustrie, medeoprichter en voorzitter van het Friesch Scheepvaart Museum te Sneek.
      - Dr. Tjalling Halbertsma (1891-1956), directeur Zuigelingenzorg te Haarlem en docent kindergeneeskunde te Leiden. Getrouwd met Helena Albertina Waller, wiens familie is opgenomen in NP 1, 23, 45 en 78 NP.
        - Mr. Tjalling Menso Halbertsma (1929-2014), O.O.N., directeur van de Algemene Friesche Levensverzekering-Maatschappij, rechter-plaatsvervanger te Leeuwarden, grapholoog. Hij trouwde met Marijke Wiardi Beckman, wiens familie is opgenomen in NP 5.

      - Hylke Halbertsma (1895-1972), mede-eigenaar van de firma Tiedeman & Van Kerchem en de firma van Heekeren & Co te Batavia, musicus. Getrouwd met Sara van Lennep, zus van verzetsheldin Mies Boissevain-van Lennep, en telg van het geslacht Van Lennep.
        - Niels Friso Halbertsma (1929), oud-hoofdconservator Tropenmuseum te Amsterdam, directeur Wereld Natuur Fonds Nederland, cineast en ontvanger van de Gouden Ark.
          - Dr. mr. Tjalling Hidde Friso Halbertsma (1969), jurist, antropoloog, auteur, decaan Universiteit Groningen, Campus Friesland.

    - Dr. Justus Johannes Halbertsma (1862-1932), arts stofwisselingsziekten en röntgenoloog. 
      - Johannes Justus Halbertsma (1892-1952), arts stofwisselingsziekten en röntgenoloog. Getrouwd met Ida Augusta van Regteren Altena (1900-1928), wiens familie is opgenomen in NP 29. Na haar overlijden hertrouwde hij met Jkvr. Gerardina Maria Bas Backer (1900-1977).

- Herrius Halbertsma (1864-1920), koopman, zeehandelaar, medeoprichter en lid firma La Normandie, later directeur van Johannes Halbertsma’s Zuivelindustrie.
  - Johannes Herrius Halbertsma (1894-1979), regent Old Burger Weeshuis, directeur zuivelfabriek en koelhuis N.V. Normandia te Sneek, en reservist 1e luitenant van de infanterie.
    - Dr. Herrius (Herre) Halbertsma (1920-1998), O.O.N., archeoloog, publicist, plv. directeur Rijksdienst Oudheidkundig Bodemonderzoek, conservator van de Oudheidkamer te Bolsward, oprichter en conservator Friesch Scheepvaart Museum te Sneek en ontvanger van de Dr. Joast Halbertsmaprijs.
      - Dr. Maria Elisabeth (Marlite) Halbertsma (1947), R.N.L., hoogleraar Historische Aspecten van Kunst en Cultuur aan de Erasmus Universiteit Rotterdam (tot 2012), en ontvanger van de Ad Fontespenning en de Wolfert van Borselenpenning.
      - Drs. Ruurd Binnert Halbertsma (1958), bijz. hoogleraar archeologie aan de Universiteit Leiden (2010-2018), conservator aan het Rijksmuseum van Oudheden te Leiden en auteur.

#### Binnert Halbertsma en nazaten
- Binnert Hiddes Halbertsma (1795-1847), koopman, lid Provinciale Kamer van Koophandel Friesland.
  - Hidde Binnerts Halbertsma (1830-1895), internationale houthandelaar, lid firma H. Halbertsma Bzn, en oprichter van een stoomfabriek voor kisten en kuiphout te Grou.
    - Pieter Goslik Halbertsma (1860-1925), lid van de firma H. Halbertsma Bzn., directeur N.V. Halbertsma’s Fabrieken voor Houtbewerking, lid van de gemeenteraad van Idaarderadeel en lid van de Provinciale Staten van Friesland.
      - Hidde Binnert Halbertsma (1888-1971), O.O.N., directeur van de N.V. Halbertsma’s Fabrieken.

#### Eeltje Halbertsma en nazaten
- Dr. Eeltje Halbertsma (1797-1858), arts, letterkundige, dichter en auteur, (o.a. van het Friese volkslied, de Alde Friezen)
  - Dr. Hidde Halbertsma (1830-1869), arts te Grou
    - Dr. Eeltje Halbertsma (1857-1935), Ridder in de Orde van Oranje-Nassau, arts, generaal-majoor, chef Geneeskunde van de Dienst Landmacht.

#### Andere telgen
- Maria Francisca Halbertsma (1938), kunsthistorica.
- Klaas Halbertsma (1928-2009), ingenieur, organisatieadviseur en hoogleraar.

## Galerij

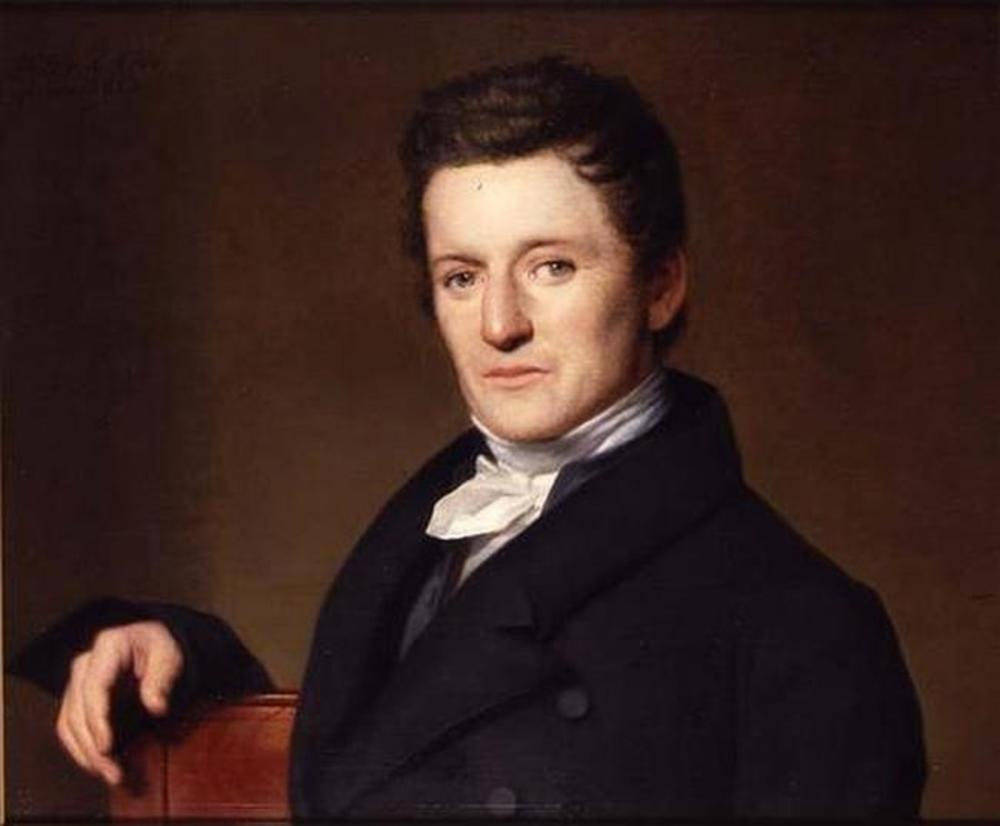
Ds. Joost Hiddes Halbertsma (1789-1869)
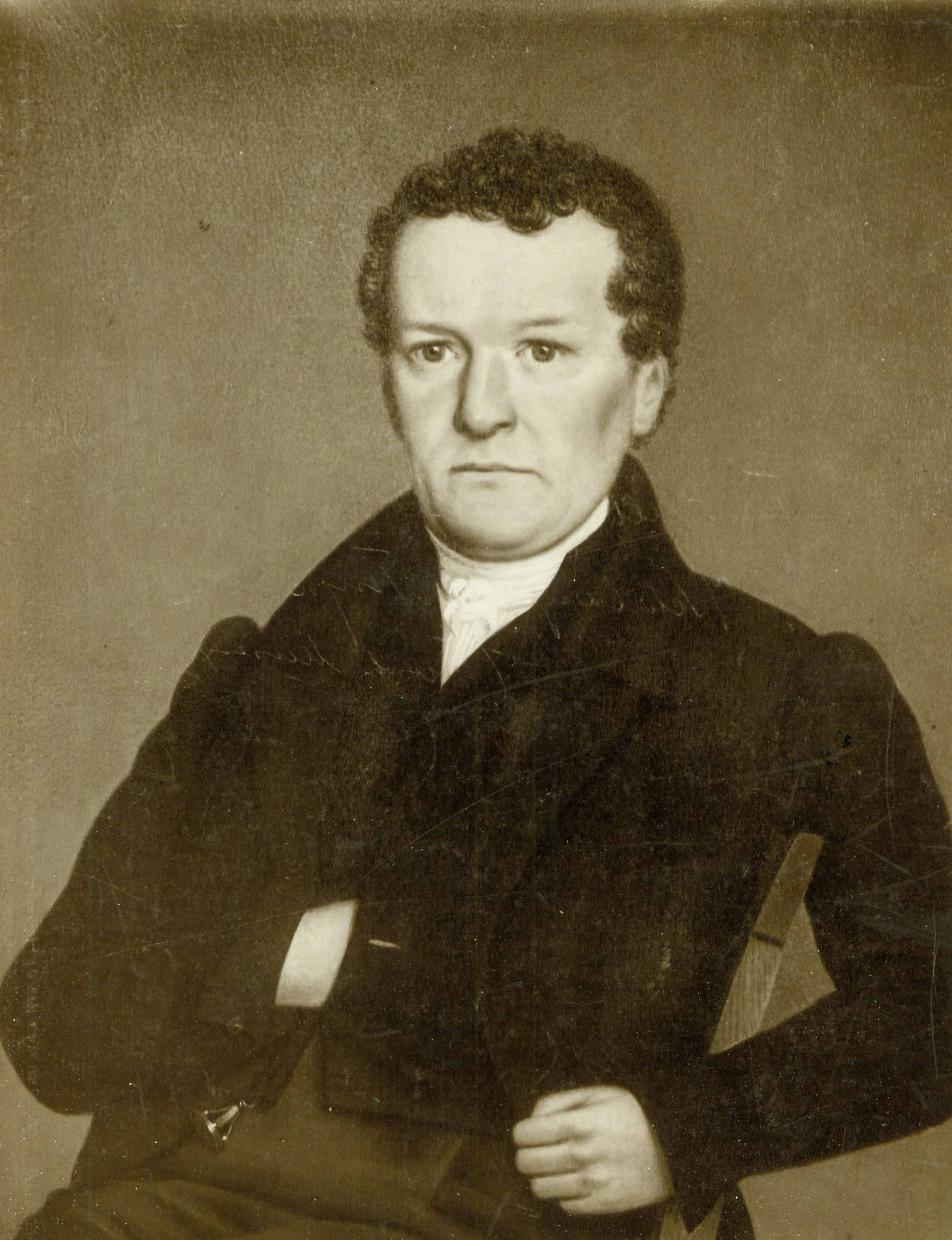
Koopman Tjalling Hiddes Halbertsma (1792-1852)
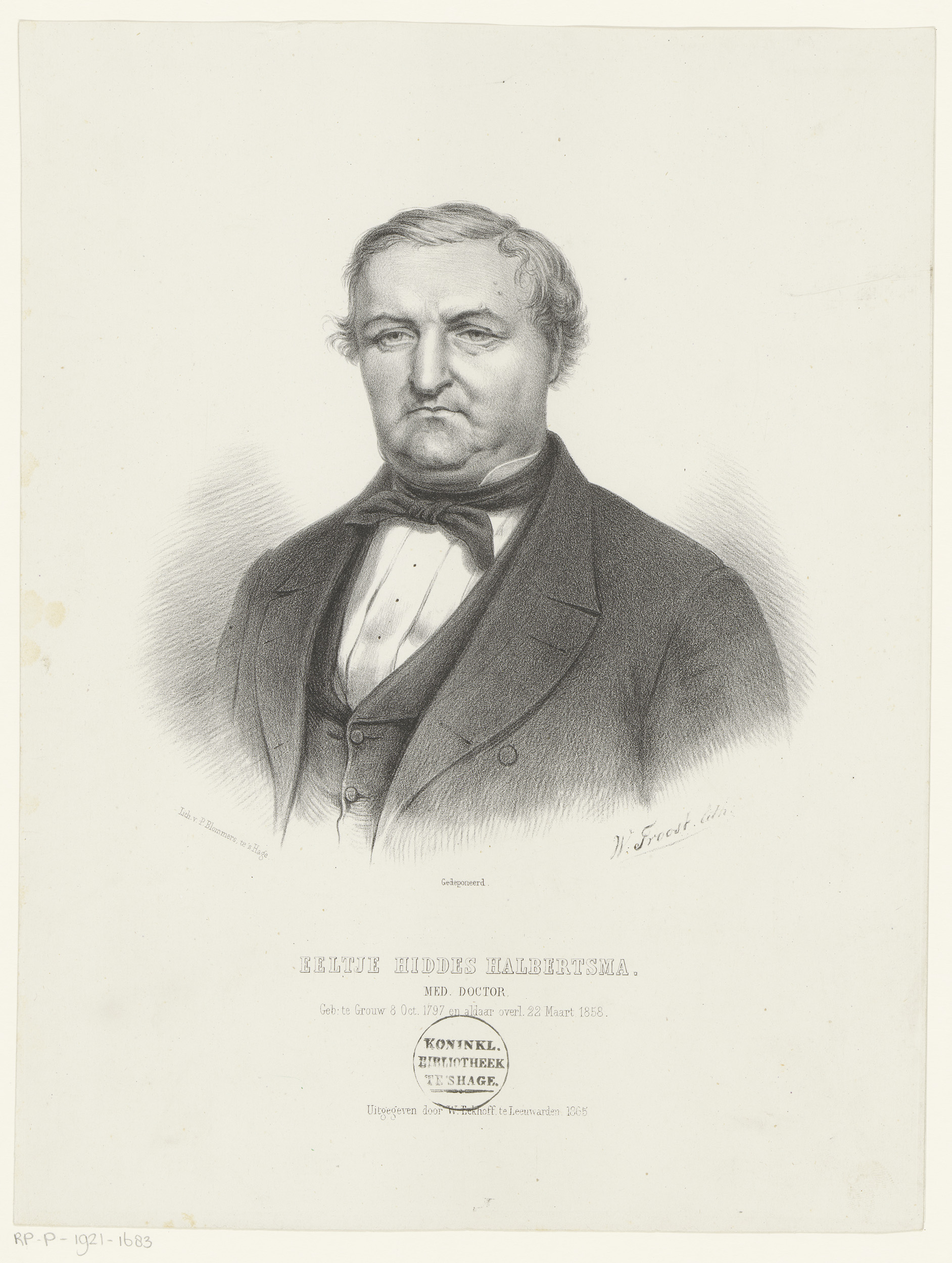
Dr. med. Eeltje Hiddes Halbertsma (1797-1858)
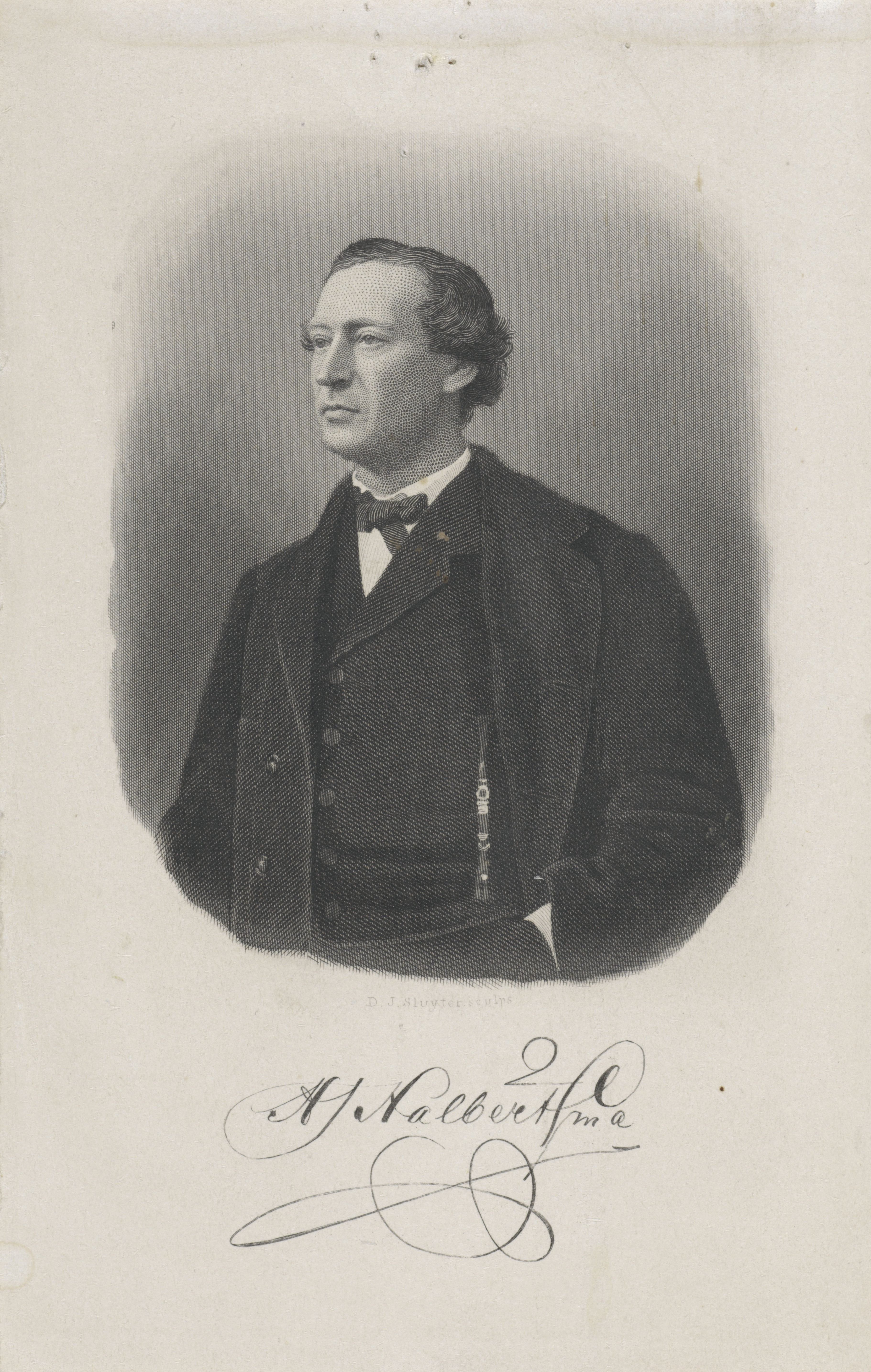
prof. dr. Hidde Justusz. Halbertsma (1820-1865)
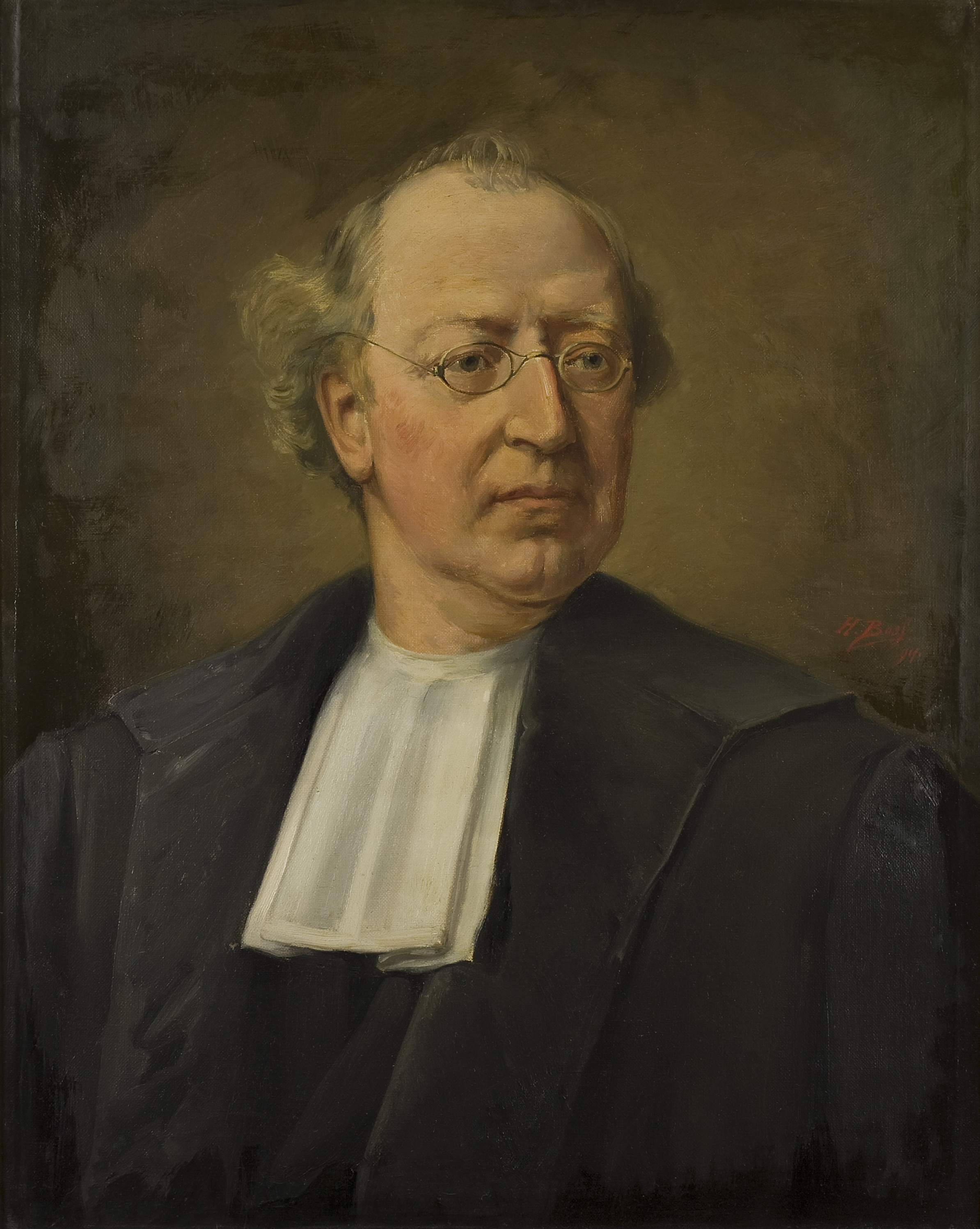
Prof. dr. Tjalling Justus Halbertsma (1829-1894)
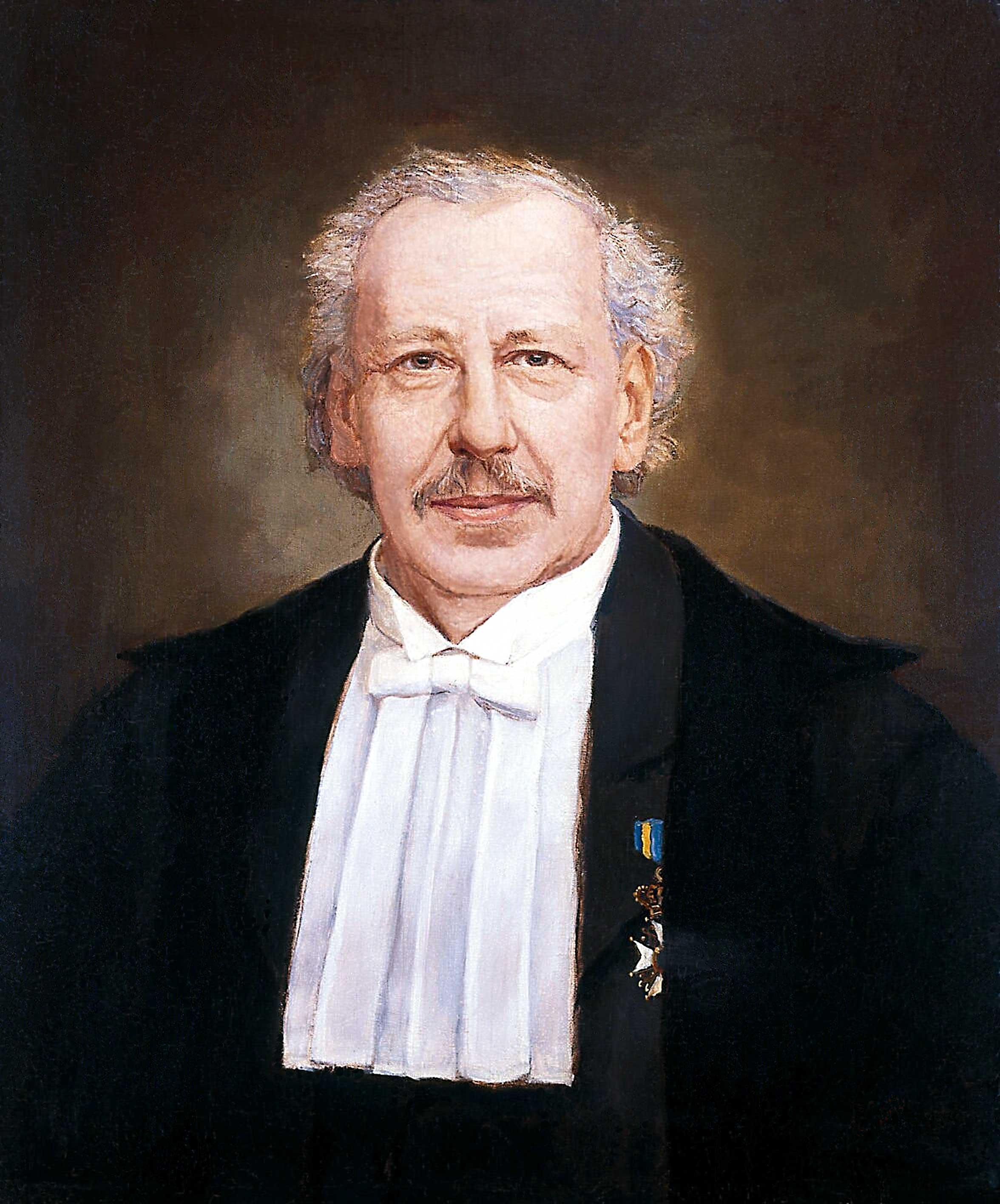
Prof. dr. Tjalling Halbertsma (1841-1898)
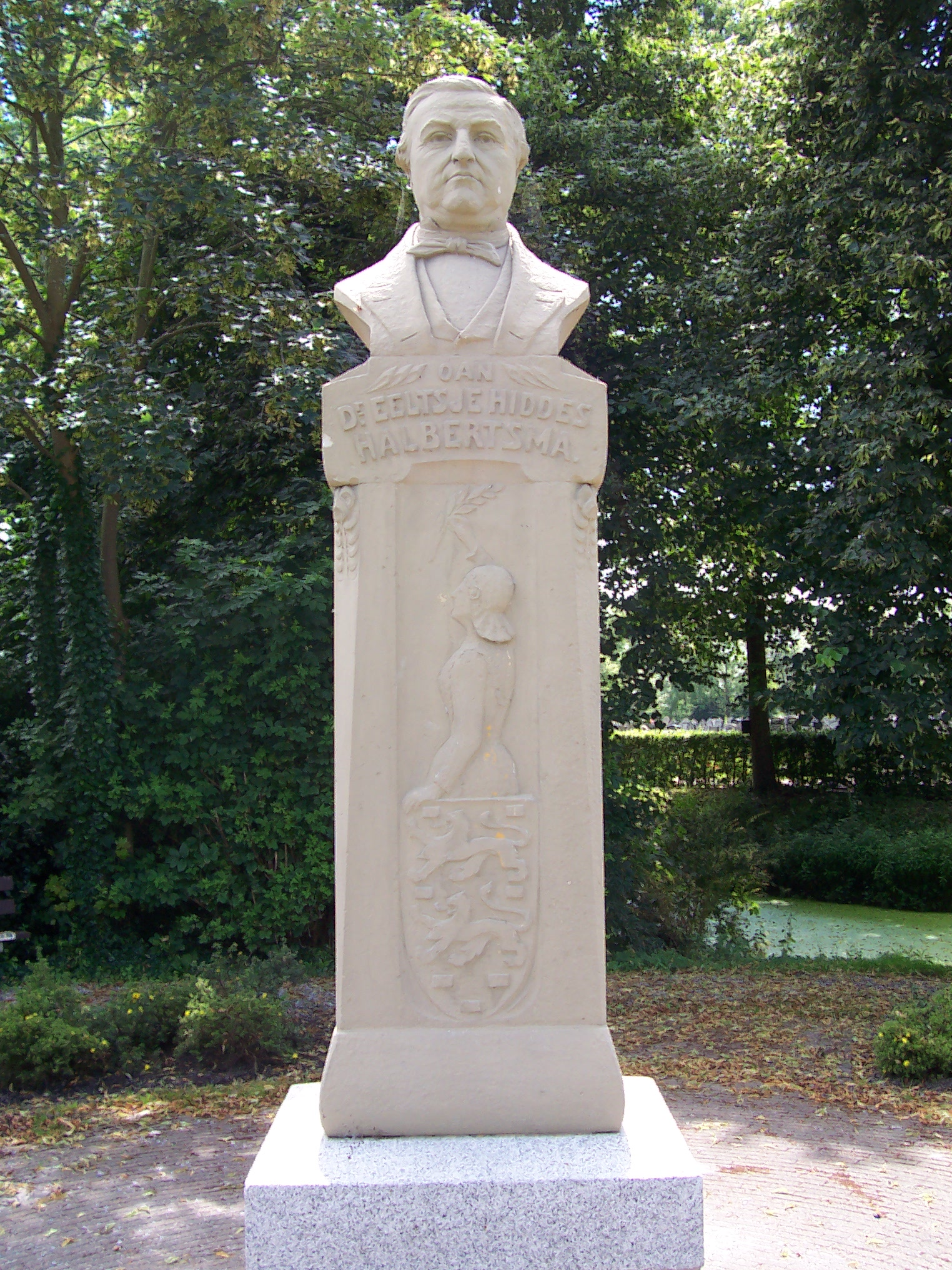
Erebeeld voor dr. Eeltje Halbertsma te Grouw

## Relevante literatuur
- A. Dijkstra, J.H. Halbertsma als lexicograaf: studies over het Lexicon Frisicum (1872) (Ljouwert (Leeuwarden): Afûk, 2011).
- A. de Jong, T. Halbertsma en B. ter Haar, De Predikant en de Boeddha: beschouwingen en heruitgave van Joost Halbertsma’s “Het buddhisme en zijn stichter” uit 1843. (Uitgeverij Noordboek, 2019).
- A. de Jong, Joost Halbertsma (1789-1869) Triomfen en tragedies van een uitmiddelpuntig man (Louise, 2018).
- A. de Jong, Knooppunt Halbertsma. Joast Hiddes Halbertsma (1789-1869) en andere Europese geleerden over het Fries en andere talen, over wetenschap en over de samenleving (Verloren, 2009).
- H. Halbertsma, Johannes Tjallings Halbertsma. Een Fries koopmansleven uit het midden der 19e eeuw (Laverman, 1956).